# Diphylleia rotans
A Diphylleia rotans baktériumokkal táplálkozó kétostorú eukarióta egysejtű. feltehetően a Collodictyon rokona. Mitokondriális DNS-e a Jakobidán kívül a legtöbb ismert génből (51) áll.

## Történet
Massart fedezte fel és nevezte el 1920-ban. Skuja 1939-ben ismét felfedezte, de Aulacomonas submarinának nevezte el. Cavalier-Smith 1993-ban a Heteromitea Anisomonadia alosztályába, 2022-ben a Sarcomastigota Sulcozoa alországágába.
Adl et al. 2019-es rendszertanában a CRuMs Collodictyonidae családjában szerepelt.

## Leírás

### Morfológia
2 ostora van, sejtteste 20–25 μm. Ventrális sejtszája és aerob életmódja ősi jelleg.

### Fémek
Magnéziumra érzékeny, de vasra kevésbé: egy 2020-as tanulmány szerint a kontrollcsoporthoz képest vas hozzáadásakor mintegy 5–6, magnézium hozzáadásakor 95%-kal csökken mennyisége, ami utóbbi jelentős negatív hatására utal.

## Genetika
cox2, nad3 és ccmF génjei 2, míg a cox1 4 távoli részre vannak osztva. A Chloroplastidán kívül az első élőlény, ahol igazolták a II. csoportbeli intronokkal történő transz-splicingot.
12 kis és 14 nagy mitoriboszóma-alegysége van, ebből 11, illetve 12 mitokondriális, 1, illetve 2 pedig magi genomja része. 20 elektrontranszportláncban résztvevő fehérjéjéből 18 mitokondriuma, 2 sejtmagja genomjának része.
A dezoxicitidin-monofoszfát-dezaminázzal és dezoxicitidin-trifoszfát-dezaminázzal is rendelkezhet, ez az első alkalom lehet, hogy mindkettő megtalálható sejttársulásos amőbán kívül.

## Paraziták
Többek közt a Legionella pneumophila gazdája.

## Fontosság
A Diphyllatea a Scotokaryota és a Diphoda elágazásához közel alakulhatott ki egyedül vagy a Malawimonas testvéreként. A Diphylleia a Collodictyon testvérgénusza, a 4 és 2 ostorú változatok pedig korán váltak el, így ezek fontosak lehetnek az eukarióták korai történetének megismerésében.